# Državna cesta D129
D129 je državna cesta u Hrvatskoj. Ukupna duljina iznosi 2,64 km.